# Eveline Hall

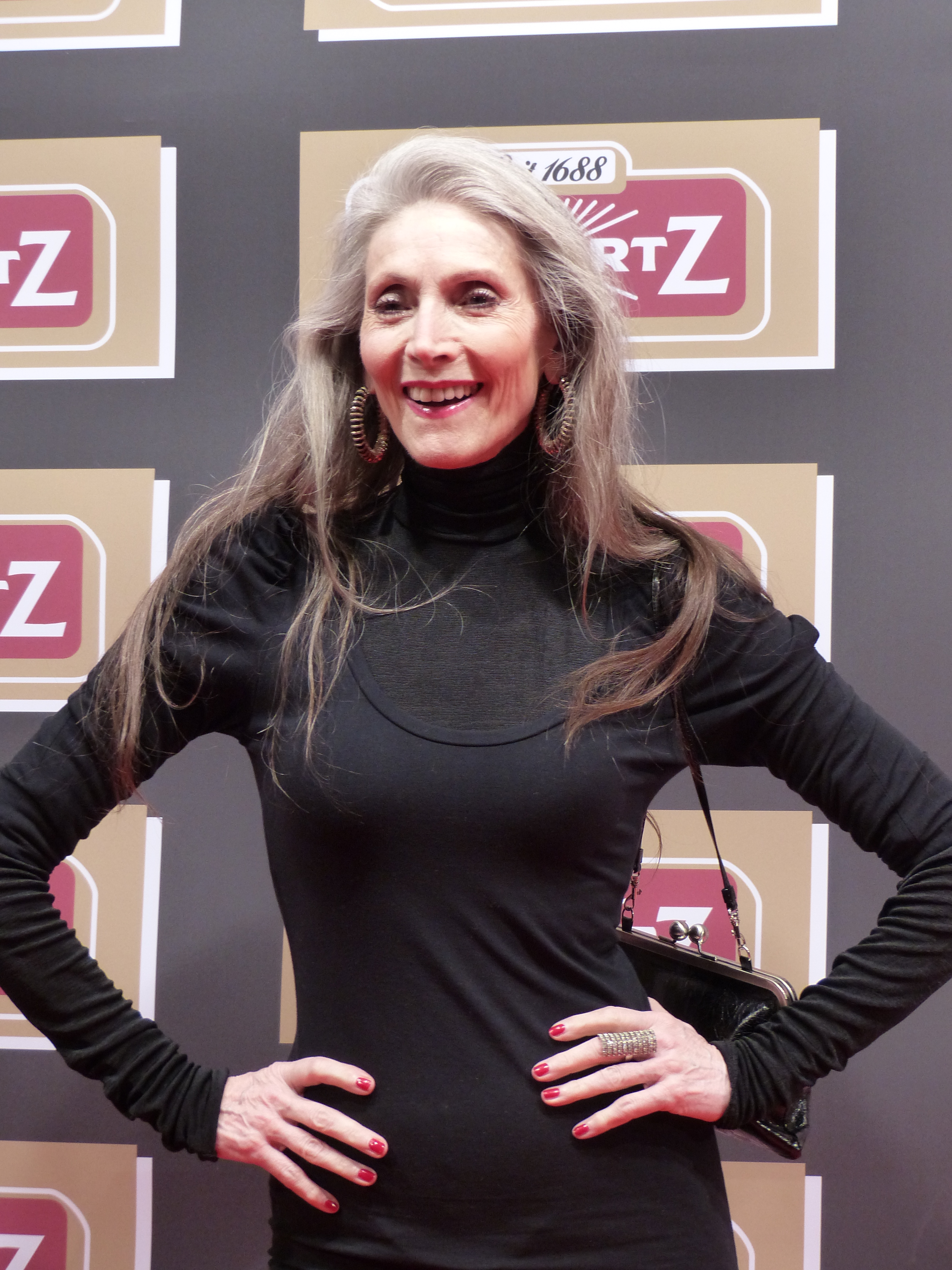
Eveline Hall in Domstadt (2016)

Eveline Hall (* 25. Oktober 1945 in Greifswald) ist ein deutsches Model, eine deutsche Schauspielerin, Sängerin und Balletttänzerin.

## Leben
Hall wuchs in Hamburg auf. Ihre Mutter war Tänzerin, ihr Vater der Schauspieler Kurt Klopsch. Bereits mit acht Jahren verdiente sie ihr erstes Geld als Ballerina. Später tanzte sie als Solotänzerin an der Hamburger Staatsoper, ihre Mentoren waren der Ballettdirektor Peter van Dyk und der Intendant Rolf Liebermann. Später arbeitete sie als Showgirl in Las Vegas sowie als Schauspielerin auf verschiedenen Bühnen – in Basel, Hamburg, München und Straßburg. Darüber hinaus trat sie in Film und Fernsehen auf.
Im Januar 2011 schickte sie der Modedesigner Michael Michalsky im Alter von 65 auf den Laufsteg. Mit 68 Jahren ist sie eines der ältesten und international gefragtesten Models.
Im Juni 2015 veröffentlichte sie ihr Debüt-Album mit dem Titel Just a Name. Der Inhalt ihrer Lieder dreht sich um ihr Leben, das sich – wie Hall beschreibt – wie ein roter Faden durch das Album zieht. Ein Musikvideo zur Single Carved Into a Stone von Kim Frank wurde in Island gedreht. Neben neun eigenen Liedern enthält das Album auch Coverversionen von Riders on the Storm und The House of the Rising Sun. Zwei ihrer Lieder sind auf Französisch, die anderen in Englisch.
Hall hatte mehrere Auftritte im Fernsehen, darunter 2012 bei Markus Lanz und bei Der Salon am Dienstag. Außerdem 2015 bei Inas Nacht, Leute heute und RTL Nord.
Im November und Dezember 2017 war sie als Moderatorin der achten Staffel von Austria’s Next Topmodel bei ATV zu sehen. 2018 war sie in der Rolle der Nebelhexe in der Verfilmung von Otfried Preußlers Die kleine Hexe zu sehen.

## Bibliografie
- Ich steig aus und mach ’ne eigene Show. Eden Books, Hamburg 2013, ISBN 978-3-944296-18-0 (Eveline Hall mit Hiltrud Bontrup und Kirsten Gleinig).

## Diskografie
Alben
- 2015: Just A Name

Singles
- 2015: Carved Into a Stone

## Filmografie
- 2009: Summertime Blues
- 2010: Hier kommt Lola!
- 2017: Euphoria
- 2018: Die kleine Hexe
- 2019: Whiskey Cavalier
- 2022: Old People
- 2022: The Devil Conspiracy
- 2024: Love Sucks (Fernsehserie)